# Елорус
Хелорус, Хелорос, Хелорум або від італійської «Елор» — це стародавнє місто на острові Сицилія, розташоване недалеко від східного узбережжя, приблизно в 40 км на південь від Сіракузи та на берегах однойменної річки Елор. В цій місцевості ведуться археологічні розкопки в сучасному муніципалітеті міста Ното.

## Історія
Відомостей про походження міста мало, але, ймовірно, це була колонія Сіракузи. Впродовж свого існування місто Елорус було завжди залежним. Назва вперше знайдена в працях давньогрецького мандрівника і письменника Скілака в той час як, Фукідід неодноразово згадує про дорогу з Сіракузи до Елорусу, якою користувалися афінянами під час відступу військ. Проте жодної інформації про існування самого ж міста давньогрецький історик не надає. Це було одне з міст, яке залишалося під владою Гієрона II за договором, укладеним між ним і римлянами у 263 р. до н. е. Під час Другої Пунічної війни місто було передане карфагенянам і відновлене за правління Марка Клавдія Марцелли в 214 р. до н. е.
Перебуваючи в складі Римської імперії місто Елорус було залежним від Сіракузи, відтак, не мало окремого муніципалітету, проте з проходом Цицерона, було назване «civitas», тобто «місто». Воно згадується оратором (Id V. 34) як морське місто, де ескадри Гая Верреса були атаковані піратами. В історичних творах Плінія Старшого ця подія не висвітлюється, теж саме стосується Елорусу, яке відсутнє у переліку Сицилійських міст, хоча в інших джерелах він згадує це як кастиль на річці Елор, до того ж Клавдій Птолемей говорить про місто Хедроус.
Руїни Елорусу можна було спостерігати ще в часи Фазелло: трохи на північ від річки Хедрору і близько милі від морського узбережжя. Найбільш відомими з них були залишки театру, який сицилійці називали Колізеєм, адже там простежувались також великі частини стін та інших будівель. Однак масштаби цих споруд були незначними. На сьогодні більшість пам'яток утрачено. Серед збережених руїн біля моря є особливий стовп або пам'ятник з великих кам'яних блоків, який здіймається на квадратний п'єдестал.
Прийнято вважати, що цей стовп є своєрідним трофеєм, зведеним жителями Сиракуз на честь перемоги над афінянами. Але немає ніяких підстав так стверджувати. Тоді чому ж на берегах річки Асінарус немає такої самої споруди, яка б підтверджувала, що афінянам ніколи не вдавалось перетнути вищезгадану річку?